# Franciscoia morenoi
Franciscoia morenoi är en fjärilsart som beskrevs av Orfila och Schajovski 1963. Franciscoia morenoi ingår i släktet Franciscoia och familjen mätare. Inga underarter finns listade i Catalogue of Life.